# Pylône bubastite

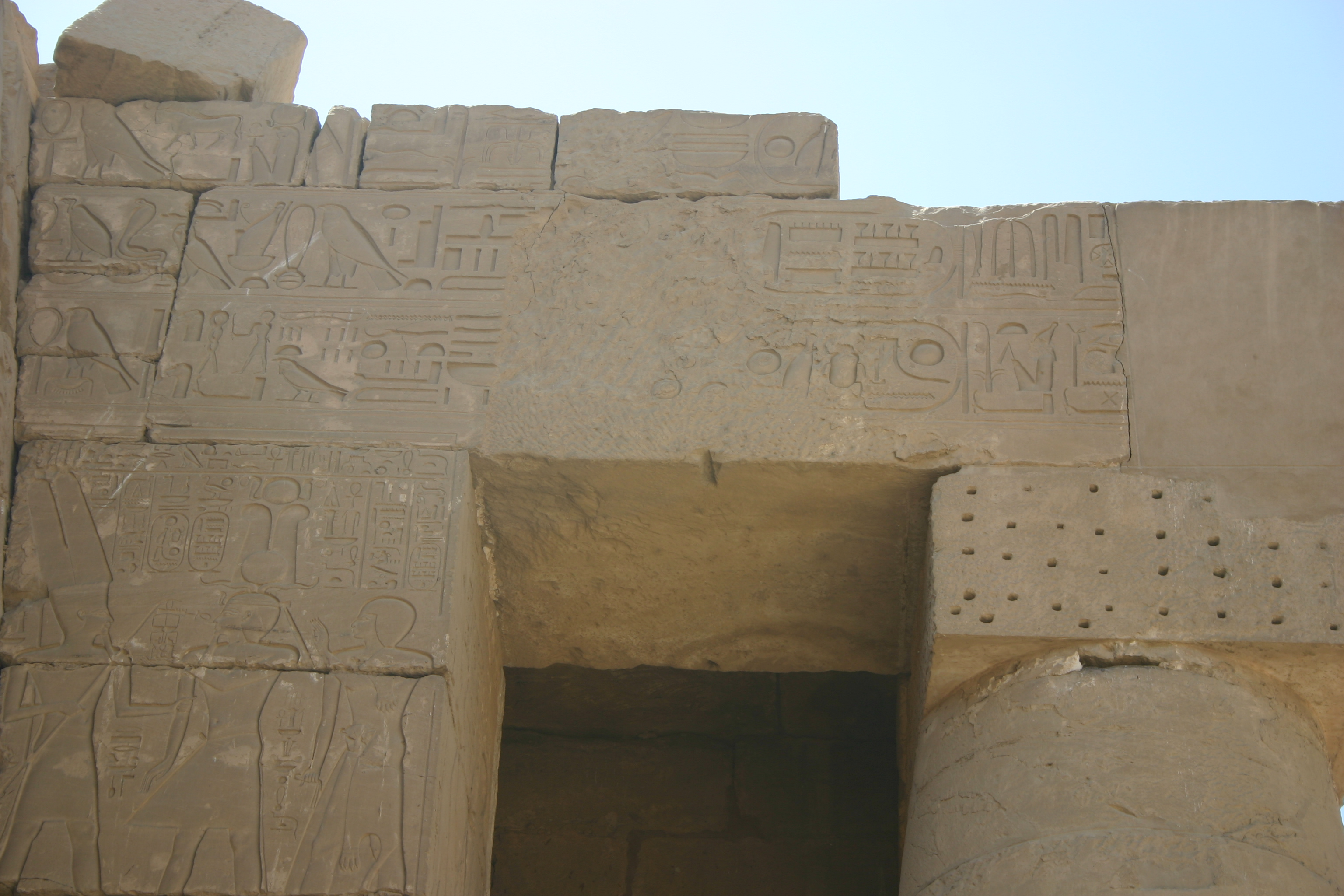
Pylône montrant des cartouches de Sheshonq Ier.

Le pylône bubastite est situé à Karnak, dans l'Enceinte d'Amon-Rê, entre le temple de Ramsès III et le deuxième pylône. Il relate les conquêtes et les campagnes militaires de Sheshonq Ier, de la XXIIe dynastie. Sheshonq Ier a été identifié avec le Shishaq biblique, de sorte que le relief est également connu sous le nom d'« inscription Shishak » ou de « relief Shishaq ».

## Histoire

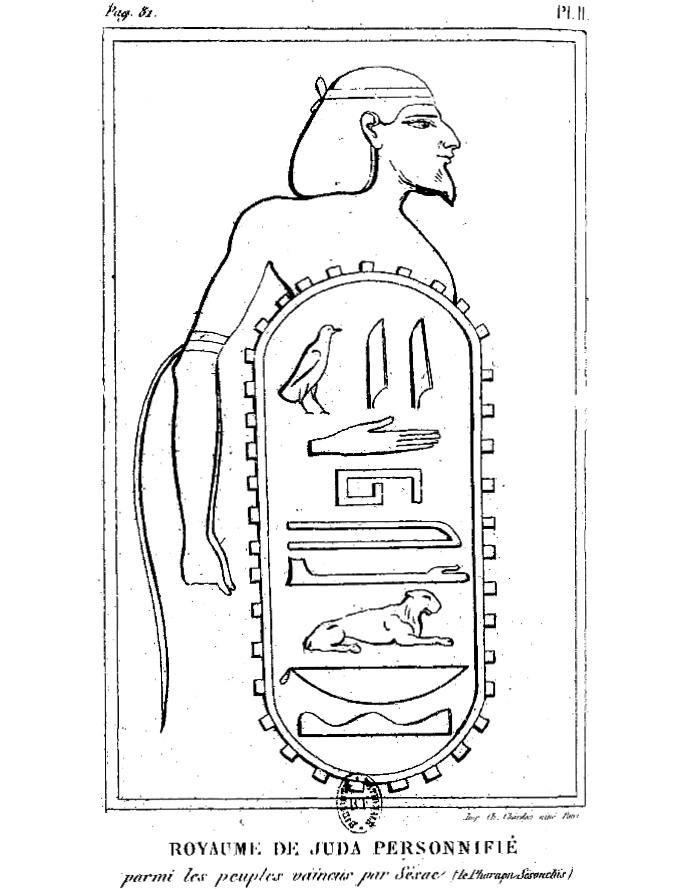
Dessin de 1829 de Champollion d'un cartouche montrant le nom ydhmrk. La lecture de ce nom par Champollion en 1829 comme « Roi de Judée » a été discréditée par les érudits modernes, qui acceptent généralement que la phrase se réfère à Yad Hemmelek (« Main du Roi »), bien qu'elle ait également été interprétée comme « Juttah du Roi ».

Ce pylône a été érigé par les rois de la XXIIe dynastie, également connue sous le nom de « dynastie bubastite ». Elle est située sur le côté sud-est du temple de Ramsès III.
Bien que Karnak soit connu des Européens depuis la fin du Moyen Âge, l'importance éventuelle du pylône bubastite n'était pas apparente avant le Déchiffrement des hiéroglyphes égyptiens. Jean-François Champollion a visité Karnak en 1828, six ans après la publication de la traduction de la pierre de Rosette. Dans ses lettres, il écrit :

« Dans ce palais merveilleux, j'ai contemplé les portraits de la plupart des vieux Pharaons connus par leurs grandes actions, et ce sont des portraits véritables ; représentés cent fois dans les bas-reliefs des murs intérieurs et extérieurs, chacun conserve une physionomie propre et qui n'a aucun rapport avec celle de ses prédécesseurs ou successeurs ; là, dans des tableaux colossals, d'une sculpture véritablement grande et tout héroïque, plus parfaite qu'on ne peut le croire en Europe, on voit Mandoueï combattant les peuples ennemis de l'Égypte, et rentrant en triomphateur dans sa patrie ; plus loin, les campagnes de Rhamsès-Sésostris ; ailleurs, Sésonchis traînant aux pieds de la Trinité thébaine (Ammon, Mouth et Khons) les chefs de plus de trente nations vaincues, parmi lesquelles j'ai retrouvé, comme cela devait être, en toutes lettres, Ioudahamalek, le royaume des Juifs ou de Juda (Pl. 2). C'est là un commentaire à joindre au chapitre XIV du troisième livre des Rois, qui raconte en effet l'arrivée de Sésonchis à Jérusalem et ses succès : ainsi l'identité que nous avons établie entre le Sheschonck égyptien, le Sésonchis de Manéthon et le Sésac ou Scheschôk de la Bible, est confirmée de la manière la plus satisfaisante. J'ai trouvé autour des palais de Karnac une foule d'édifices de toutes les époques, et lorsque, au retour de la seconde cataracte vers laquelle je fais voile demain, je viendrai m'établir pour cinq ou six mois à Thèbes, je m'attends à une récolte immense de faits historiques, puisque, en courant Thèbes comme je l'ai fait pendant quatre jours, sans voir même un seul des milliers d'hypogées qui criblent la montagne libyque, j'ai déjà recueilli des documents fort importants. »

— Jean-François Champollion, Lettres écrites d'Égypte et de Nubie en 1828 et 1829.

## Description

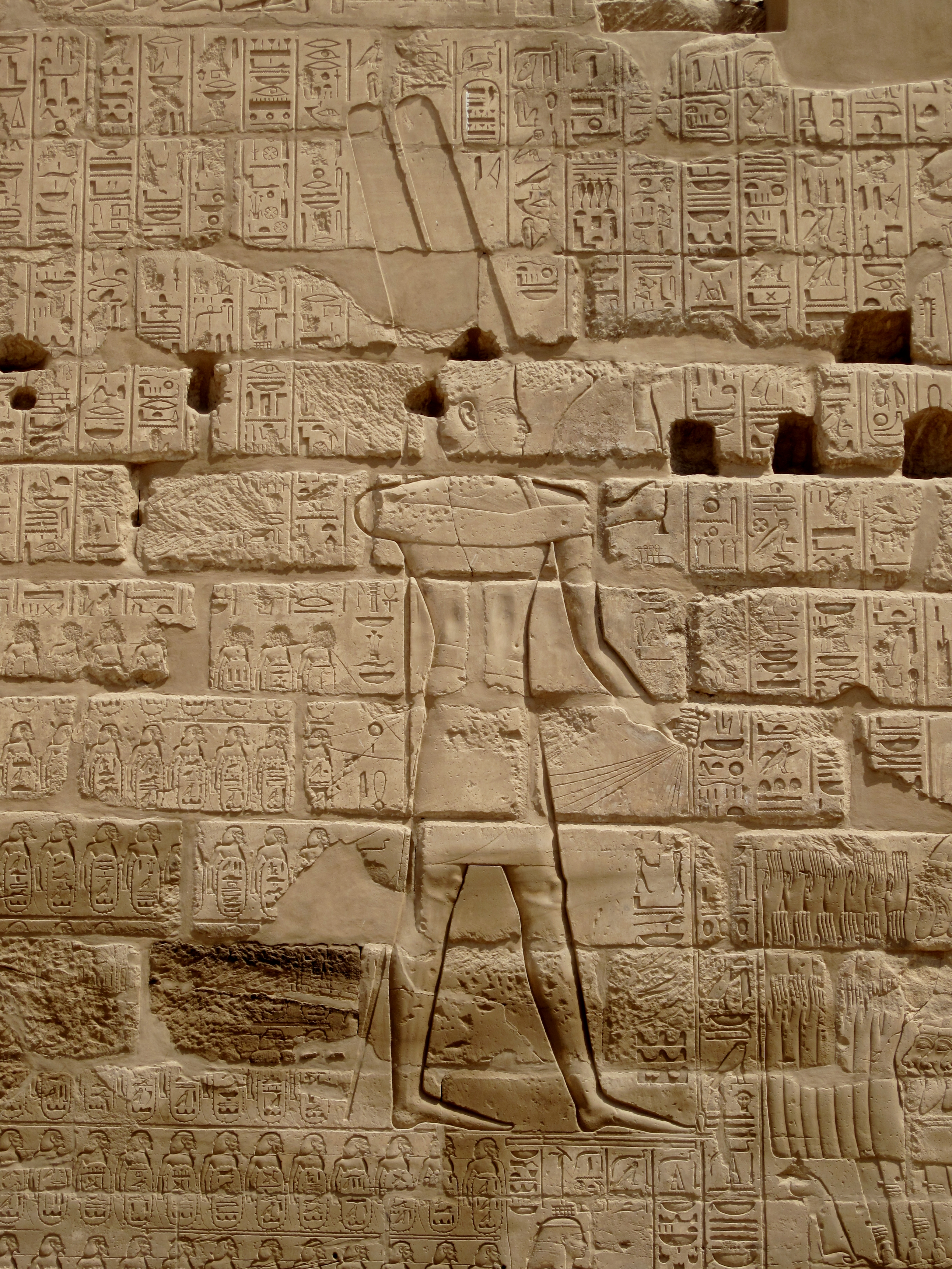
Le mur représente une liste de villes-états conquises par Sheshonq Ier lors de ses campagnes militaires au Proche-Orient.

Une façade montre le roi Sheshonq Ier, Takélot II et Osorkon, de la XXIIe dynastie, faisant des offrandes aux dieux et aux déesses. Une autre scène montre Sheshonq saisissant un groupe de captifs par les cheveux et les frappant de sa masse. Derrière et en dessous de lui, on trouve les noms de villes cananéennes sur plusieurs rangées. Beaucoup d'entre eux sont perdus, mais à l'origine il y avait cent-cinquante-six noms et l'un des noms les plus intéressants qui ont été mentionnés est « Le champ d'Abraham ». Les inscriptions ne donnent aucun détail sur cette expédition et ne mentionnent que la victoire sur les Asiatiques.